# Carcelia fuscipennis
Carcelia fuscipennis là một loài ruồi trong họ Tachinidae.